# Acacia inceana
Acacia inceana é uma espécie de leguminosa do gênero Acacia, pertencente à família Fabaceae.